# El valor de la memoria
El valor de la memoria. De la cárcel de Ventas al campo de Ravensbrück es la recompilación de dos libros: Cárcel de Ventas y El carretó dels gossos (traducido al castellano por Pablo Iglesias y Ana Bonet Solé) en los que Mercedes Núñez Targa relata su paso por las cárceles de la España franquista, el exilio, la deportación y los campos de concentración nazis. 

## Contexto
Tras la guerra civil, la violencia y la represión continuaron como parte de una estrategia planificada por el nuevo régimen, que buscaba vengarse e impedir la reconciliación con los vencidos. Esta venganza fue excepcionalmente amplia, violenta y prolongada en el tiempo.
A partir de la década de los años sesenta comenzaron a ser publicados los testimonios de las presas de Franco.Carlota O'Neill, escribió Una mujer en la guerra de España que fue publicado en México en 1964 con el título de Una mexicana en la guerra de España.Cárcel de Ventas fue el primer libro de denuncia sobre la cárcel de Ventas y apareció en París en 1966.  En 1978, Juana Doña describió su experiencia en forma de “novela-testimonio” en Desde la noche y la niebla, publicado en Madrid. Tomasa Cuevas recogió los testimonios de más de trescientas presas en Testimonios de mujeres en las cárceles franquistas, cuyo primer libro apareció en 1985.
Estas obras, escritas por mujeres que vivieron el sistema penitenciario y las represalias, buscaron romper el silencio y rescatar una memoria que se intentó borrar. Se inscriben en la tradición de la escritura testimonial en Europa, surgida tras las experiencias de violencia en los conflictos bélicos del siglo XX, especialmente el Holocausto, y forman parte de la "era del testimonio" que emergió tras la Segunda Guerra Mundial.

## Edición
En abril de 1950, el número 36 del boletín Mujeres Antifascistas Españolas, editado en París por la Unión de Mujeres Españolas, celebró el aniversario de la proclamación de la República española en 1931. Este boletín, creado por exiliadas como Dolores Ibárruri, contenía artículos sobre la causa republicana, recetas, consejos de belleza y costura, buscando atraer también a mujeres no comprometidas políticamente. En ese número, se publicaron los primeros episodios de un relato titulado Dos años en las cárceles franquistas. El relato, introducido con un prefacio, destacaba la valentía de una prisionera política que estuvo encarcelada dos años en la cárcel de Ventas en Madrid. En la prisión, las mujeres escuchaban diariamente los disparos de ejecuciones en el cementerio cercano. En el fragmento “Fusilamientos en el cementerio del este” narra la autora la primera vez que escuchó las ráfagas de disparos sin entender su significado, utilizando el presente narrativo. El relato fue publicado en los últimos números del boletín, del 36 al 39, hasta su desaparición en septiembre de 1950. Años después, Núñez Targa se reconoció como autora al publicar una versión ampliada en su libro Cárcel de Ventas editado en París.

## Sinopsis
La narración está contada en primera persona. Comienza con la proclamación, el 14 de abril de 1931, de la Segunda República. En 1934 trabaja como secretaria de Pablo Neruda mientras este desempeña su cargo como Cónsul de Chile en Barcelona. El 18 de julio de 1936 estalla el golpe militar y, tras la derrora, Mercedes paga con prisión su compromiso en defensa de los valores republicanos. En 1942, tras salir de la temida cárcel de Ventas en Madrid, se ve obligada a exiliarse. Cruza los Pirineos y se reúne con sus compañeros de lucha en Carcasona, donde se une a la Resistencia. En mayo de 1944 es detenida por la Gestapo y deportada. Sufre el horror del campo de concentración de Ravensbrück. El 14 de abril de 1945, día de la liberación del campo, ella estaba destinada a morir en la cámara de gas.